# Nådendals stadsbibliotek
Nådendals stadsbibliotek (finska: Naantalin kaupunginkirjasto) är ett folkbibliotek i Nådendal in det finländska landskapet Egentliga Finland. Biblioteket som grundades år 1880 är en del av Vaski-biblioteken. Biblioteket har fem verksamhetsställen, varav huvudbiblioteket ligger vid torget i Nådendals centrum. Huvudbibliotekets yta är 900 m². År 2023 omfattade bibliotekets samlingar cirka 142 000 volymer, varav cirka 124 000 var böcker. Samma år gjordes omkring 136 000 fysiska besök, och det totala antalet lån var cirka 260 000.

## Verksamhetsställen
Nådendals stadsbibliotek består av huvudbiblioteket samt närbiblioteken i Merimasku, Rimito, Suopelto och Velkua. Merimasku bibliotek byggdes 1985 och är belägen vid Merimasku skola. Rimito bibliotek byggdes 2003 och är belägen i Rimito kyrkoby. Biblioteket i Suopelto flyttade till Suopelto skola från Lietsala bibliotek. Velkuas bibliotek var byggt år 1992.

### Tidigare bibliotek
Fram till år 2013 fanns det biblioteken även i stadsdelarna Gullranda och Lietsala. Gullranda bibliotek var byggt år 1962 vid Gullranda skola. Lietsala bibliotek började sitt verksamhet år 1976.